# Tourisme chamanique
Le tourisme chamanique est une forme de tourisme axée sur la recherche de spiritualité par l'intermédiaire de chamans.

## Présentation
Le tourisme chamanique émerge au XXe siècle en même temps que se fonde le néo-chamanisme. Répandue au Pérou et en Amazonie, cette nouvelle forme de tourisme fait l'objet de nombreuses polémiques, notamment en raison de l'ingestion de puissantes substances hallucinogènes lors de ces voyages (ayahuasca, peyotl, champignons, iboga...), dans des conditions sanitaires et sécuritaires (physiologiques et psychologiques) peu ou pas assurées, notamment du fait de contextes culturels notoirement différents générant de réels problèmes adaptatifs sur tous les plans.
On décrit des formes de tourisme chamanique en Belgique également.

## Dangers
Le danger principal réside dans l'absorption d'ayahuasca, une décoction fabriquée à base de plantes psychotropes, hautement hallucinogènes. Inscrite en France depuis 2005 au registre des stupéfiants, elle y est de fait interdite. L'iboga (Gabon), et le peyotl (Mexique), sont concernés de la même façon.
Si l'ayahuasca est souvent considérée comme non addictive, des cas de psychoses induites et de décompensation de maladies préexistantes ont été décrits et plusieurs cas de décès sont rapportés .